# Vantaan Taft
Vantaan Taft es un equipo de fútbol americano de Vantaa, Finlandia Meridional (Finlandia).

## Historia
Fue fundado en 1981, y ha ganado la Liga del Arce, la más importante de Finlandia, en 1985
En competición europea, venció en el primer Eurobowl de la historia, el de 1986.